# بازگشت مستر بین
«بازگشت مستربین» دومین قسمت از مجموعه تلویزیونی بریتانیایی مستر بین است که توسط تلویزیون تایگر برای تلویزیون تامس تولید شده است. این قسمت نخستین بار در ۵ نوامبر ۱۹۹۰ در شبکه آی‌تی‌وی پخش شد.
این اولین قسمت است که به‌طور مشترک توسط همکار همیشگی، رابین دریسکول (در کنار ریچارد کرتیس و روآن اتکینسون) نوشته شده است و همچنین اولین قسمت است که تم کرالی و دوبله لاتینی شدهٔ شناخته‌شده هوارد گودال (Ecce homo qui est faba، به معنی ببینید این مرد را که یک بین است) را معرفی می‌کند و توسط گروه کر کلیسای جامع سات‌ارک اجرا شده است. همچنین این قسمت اولین قسمت است که عنوان قبلی دنباله را معرفی می‌کند که البته به فرمت سیاه‌وسفید ارائه شده است.

## داستان

### بخش ۱: فروشگاه زنجیره‌ای
در راه خود به فروشگاه زنجیره‌ای آلدرز، مستر بین با یک نوازنده خیابانی (دیو اوخیگینس) که در حال نواختن ساکسوفون تنور است، روبرو می‌شود و می‌خواهد به او پولی بدهد اما تنها یک اسکناس در دست دارد. با فکری به ذهنش می‌رسد، یک دستمال جیبی را در نزدیکی خیابان می‌گذارد و رقصی نسبتاً احمقانه انجام می‌دهد که از زنی سالخورده مقداری پول خرد می‌گیرد، که او هم سریعاً آن را در جعبه ساکسوفون نوازنده می‌گذارد و بعد از آن از تونل نزدیک ناپدید می‌شود.
بین به فروشگاه می‌رسد و لحظه‌ای به کارت اعتباری جدید امریکن اکسپرس خود نگاه می‌کند. پس از خزیدن از میان بخش عطرفروشی به‌منظور دوری از عطرهای فراوان، او شروع به جستجوی اقلامی برای خرید می‌کند و ابتدا آنها را آزمایش می‌کند که برخی از این آزمایش‌ها به روش‌های غیرعادی انجام می‌شود – او یک مسواک را از بسته‌اش در می‌آورد تا ببیند چگونه بر روی دندان‌هایش احساس می‌شود، خود را با یک حوله می‌پوشاند، یک پوست‌کن خوب را با استفاده از آن روی سیب‌زمینی تازه‌ای که به‌همراه دارد آزمایش می‌کند و دو تابه سرخ‌کردنی را با یک ماهی که در جیبش دارد اندازه‌گیری می‌کند. وقتی به دنبال یک تلفن جدید می‌گردد، بین متوجه می‌شود که تلفن‌های نمایش داده شده هیچ صدایی برای شماره‌گیری ندارند و فکر می‌کند که آنها کار نمی‌کنند، اما در نهایت یکی از آنها را از روی میز منشی برمی‌دارد وقتی که متوجه می‌شود آن کار می‌کند.
در محل پرداخت، او کارت خود را روی پیشخوان می‌گذارد، اما صندوقدار به اشتباه کارت او را به دلیل اینکه مشتری دیگری کارتی مشابه او داشته است، برمی‌دارد. بین، با متوجه شدن این موضوع، به‌طور پنهانی کارت‌ها را از جیب او برمی‌دارد و آنها را جابجا می‌کند (به‌جای این که مستقیماً با آن مرد در مورد اشتباه صحبت کند) اما در حینی که تلاش می‌کند کیف پول مشتری را به جیب پشتی‌اش برگرداند، دستش گیر می‌کند و به‌طور ناخواسته به داخل دستشویی مردانه کشیده می‌شود. در اتاقک دستشویی، بین خود را گرفتار می‌بیند و مشتری تا زمانی که به او کمک می‌کند تا دستمال توالت را پیدا کند، متوجه حضور بین نمی‌شود. گرچه مرد در ابتدا با کمال محبت پذیرای کمک بین است، به‌طور ناگهانی متوجه می‌شود که او تنهایی در اتاقک نیست و به خاطر این که بین با لبخند عصبی به او نگاه می‌کند، با ترس از جایش می‌پرد.

### بخش ۲: رستوران
بین به یک رستوران شیک می‌رود تا جشن تولدش را جشن بگیرد. در حین انتخاب غذا و گذاشتن پول روی یک بشقاب، او یک کارت تولد برای خودش می‌نویسد و هنگام باز کردن و خواندن آن، وانمود می‌کند که شگفت‌زده شده است. وقتی سرپیشخدمت سر می‌رسد، بین غذایی که فکر می‌کند یک استیک معمولی است را سفارش می‌دهد، و در حین انتظار برای غذا، کمی از شراب رستوران را می‌چشد و با استفاده از لیوان‌های روی میزش، «تولدم مبارک» را زمزمه می‌کند. وقتی پیشخدمت با غذایش وارد می‌شود، بین به او پول غذا را می‌دهد و او را وادار می‌کند فکر کند که انعام سخاوتمندانه‌ای دریافت کرده است. وقتی بین تنها می‌شود تا غذایش را بخورد، متوجه می‌شود که یک استیک تارتار سفارش داده است و با چشیدن آن از غذا بیزار می‌شود و مجبور می‌شود اولین لقمه را قورت بدهد تا کارکنان رستوران را ناراحت نکند. برای اینکه مجبور نشود بقیه را بخورد، بین غذا را تکه‌تکه کرده و تکه‌هایی از آن را در یک زیرسیگاری، در یک گلدان کوچک، در یک رول نان توخالی، زیر یک بشقاب کوچک و در ته یک قندان پنهان می‌کند.
مدتی پس از این، یک ویولونیست به سمت میز بین می‌آید و با دیدن کارت او، آهنگ «تولدت مبارک» را برایش می‌نوازد و سپس یک ملودی دیگر را پخش می‌کند و یک نت را نگه می‌دارد تا بین تکه‌ای دیگر از استیک را بخورد. به محض اینکه ویولونیست به او پشت می‌کند، بین تکه‌ای از استیک را به داخل شلوار ویولونیست می‌اندازد و مقداری از آن را در کیف دستی زن حواس‌پرت می‌گذارد. گارسون بر اثر پای کشیده شده بین به زمین می‌افتد. با استفاده از این فرصت برای پوشاندن اقداماتش، بین اعلام می‌کند که این حادثه باعث شده غذایش در همه جا پخش شود جایی که آن را پنهان کرده بود، که منجر به عذرخواهی سرپیشخدمت رستوران و انتقال او به میز دیگری می‌شود. پیشخدمت به زودی یک وعده غذایی جدید از طرف رستوران برای بین می‌آورد که با وحشت او، این بار نیز استیک تارتار است که کمی بزرگ‌تر از نسخه معمولی است. اکنون بین تحت فشار است تا آن را بخورد، زیرا گارسون، سرپیشخدمت و ویولونیست همگی او را زیر نظر دارند.

### بخش ۳: نمایش سلطنتی
اودئون میدان لستر در حال آماده‌سازی برای میزبانی از یک مراسم رسمی با حضور یکی از اعضای خانواده سلطنتی است (که قرار بود ملکه الیزابت، ملکه مادر باشد، اما در تیتراژ به سادگی به عنوان «سلطنتی» معرفی شده است). کارکنان در لابی به صف می‌ایستند و منتظر ورود هیئت سلطنتی هستند. بین کمی دیرتر می‌رسد اما از دیدن شخصیت سلطنتی هیجان‌زده است و تکنیک تعظیم خود را تمرین می‌کند.
در حالی که بین در صف ایستاده است بین مدیر سینما (رابین دریسکول) و یک دختر پذیرش (ماتیلدا زیگلر)، متوجه چندین مشکل در چگونگی ظاهر خود می‌شود. او با استفاده از بزاقش کفش‌هایش را برق می‌اندازد، از یک اسپری خوشبو کننده دهان استفاده می‌کند و یک نخ آزاد از یونیفرم دختر پذیرش را برای تمیز کردن دندان‌هایش بیرون می‌کشد، اما نخ در دندان‌هایش گیر می‌کند. او در نهایت با کشیدن آن، موفق به خارج کردنش می‌شود و لحظه‌ای به سمت دیگر می‌چرخد تا از درد فریاد بزند. سپس متوجه می‌شود که مردان دیگر همه در کت و شلوار شب‌شان دستمال جیبی دارند. پس از تلاش ناموفق برای دزدیدن دستمال مدیر، بین از سمت سفیدی یک کارت پستال برای ساختن یک دستمال موقتی استفاده می‌کند. او سپس از زیپ شلوارش برای تمیز کردن ناخن‌هایش استفاده می‌کند، درست زمانی که ملکه وارد می‌شود. در حالی که او شروع به سلام و احوالپرسی با کارکنان می‌کند، بین متوجه می‌شود که فراموش کرده زیپ شلوارش را ببندد و در حالتی دچار وحشت می‌شود وقتی شلوارش گیر می‌کند. سپس وقتی که دستش را در شلوارش می‌کند تا آن را بالا بکشد، انگشتش به شکل ناخوشایندی از شلوارش بیرون می‌زند. خوشبختانه، او موفق می‌شود انگشتش را بیرون بیاورد و شلوارش را در زمان مناسب زیپ کند، اما هنگام ادای احترام سریع به ملکه، ناخواسته با سر به او برخورد کرده و او را به زمین می‌اندازد. به محض اینکه کارکنان و امنیت به سرعت برای کمک به او می‌آیند، بین به سرعت به سمت خروج می‌دود و قسمت به پایان می‌رسد.

## بازیگران
- روآن اتکینسون در نقش مستر بین و گزارشگر اخبار (خارج از دوربین)
- دیو اوخیگینس در نقش نوازنده خیابانی
- پل مک‌داول در نقش مشتری در فروشگاه بزرگ
- ویلیام وندیک در نقش مدیر صندوق
- جان جانکین در نقش سرپیشخدمت
- راجر لوید-پک در نقش پیشخدمت
- استیو مک‌نیکولاس در نقش ویولنیست
- ماتیلدا زیگلر در نقش سرپرست
- رابین دریسکول در نقش مرد در توالت و مدیر سینما
- تینا مسکال در نقش سلطنتی

## تولید
بیشتر بخش‌های اولیه بر روی نوار ویدئویی پخش بیرونی در فروشگاه زنجیره‌ای آلدرز در ساتن ضبط شده است، هرچند که صحنه اولیه در یک تقاطع زیرگذر در توییکنهام فیلم‌برداری شده است. باقی‌مانده قسمت در استودیوهای تدینگتون تلویزیون تامس با حضور تماشاگران زنده ضبط شد.
در سال ۱۹۹۱، اعلام شد که فاکس قرن بیستم در حال توسعه یک فیلم سینمایی با اقتباس از مستر بین است. آن‌ها بخش ۳ را به یک فیلم کوتاه به نام مستر بین به یک نمایش می‌رود بازسازی کردند و آن را به نمایش‌های سینمایی خود ضمیمه کردند. این فیلم همچنین در نسخه اجاره‌ای وی‌اچ‌اس فیلم زبر و زرنگ‌ها! قسمت دوم در بریتانیا گنجانده شد.
نسخه بازسازی شده این قسمت، عنوان ابتدایی سیاه و سفید اصلی را با نسخه استاندارد «خیابانی» جایگزین می‌کند.